# The Great B. B. King
The Great B.B. King è il quinto album del celebre chitarrista blues B.B. King.

## Tracce
1. "Sweet Sixteen"
2. "Quit My Baby" *
3. "I Was Blind" *
4. "What Can I Do"
5. "Some Day Somewhere"
6. "Sneakin' Around" *
7. "Ten Long Years" *
8. "Be Careful With A Fool"
9. "Whole Lotta' Love" *
10. "Days of Old" *
11. "Young Dreamers" *
12. "Bim Bam"
13. "Trouble In Mind"
14. "Down Now"
15. "Broke And Hungry"
16. "Shotgun Blues"
17. "What a Way to Spend the Night"
18. "Woman Don't Care"

- Queste tracce provengono da un altro cd.